# 267
Het jaar 267 is het 67e jaar in de 3e eeuw volgens de christelijke jaartelling.

## Gebeurtenissen

### Europa
- De Goten en de Herulen voeren in Griekenland een plunderveldtocht en verwoesten de steden Athene, Argos, Korinthe, Thebe en Sparta.

### Syrië
- Koning Odaenathus van Palmyra begint een veldtocht naar Klein-Azië om de plunderende Goten aan de Zwarte Zee tegen te houden. Hij wordt mogelijk op bevel van keizer Gallienus vermoord.
- Koningin Zenobia (r. 267 - 272) volgt haar echtgenoot Odaenathus op en regeert namens haar 1-jarige zoon Vabalathus als regentes over het Rijk van Palmyra, dat ze losmaakt uit het oostelijke deel van het Romeinse Rijk.

## Overleden
- Odaenathus, koning van Palmyra (Syria)